# باول جان
باول جان (بالإنجليزية: Paul Gann)‏ هو سياسي أمريكي، ولد في 12 يونيو 1912، وتوفي في 11 سبتمبر 1989 بسبب ذات الرئة. حزبياً، نشط في الحزب الجمهوري.